# Falang
För andra betydelser, se Falang (olika betydelser).

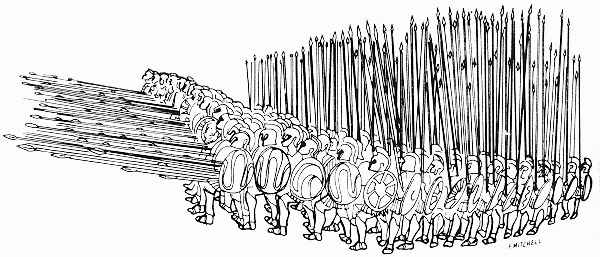
Illustration som visar uppställning i falang.

Överst: Förenklad bild över hoplitisk stridsordning.
Underst: Diagonal falang använd under Slaget vid Leuktra.

Falang, från grekiskans falanx (φάλαγξ), är en antik stridsformering. I en falang stod alla soldater tätt – i grupper om 16x16 soldater – och stred tillsammans som en enhet. Falangen är av intresse eftersom den innebar att endast en mindre del av trupperna deltog i faktisk strid, övriga var reserver. Falangernas största svaghet låg i dess sårbara flanker som oftast skyddades av kavalleri eller andra typer av infanterister. Fenomenet uppkom 800 f.Kr. och användes ända in på medeltiden. Männen längst fram i en falang kallades förkämpar.

## Falangtyper
Difalangia kallades två falanger som samarbetade.

### Makedonsk falang
Under 400-talet f.Kr. lanserade Filip II av Makedonien den makedonska falangen där den makedonska lansen, sarissan, var huvudvapnet. Falangen kom att bli den stridsmetod som fick det makedonska riket att så kraftigt expandera under Filips son Alexander den store.